# Parvesh Cheena
Parvesh Singh Cheena (ur. 22 lipca 1979) – amerykański aktor charakterystyczny. Wychowywał się w Naperville w Illinois, podmiejskiej dzielnicy Chicago, gdzie uczęszczał do Waubonsie Valley High School. Studiował w Chicago College of Performing Arts. Obecnie mieszka w Los Angeles w Kalifornii.

## Wybrana filmografia
- 2002 – Barbershop jako Samir
- 2004 – Barbershop 2: Z powrotem w interesie jako Samir
- 2004 – Ostry dyżur (serial telewizyjny) jako Dr. Agbo
- 2006 – Nie ma to jak hotel jako Mr. Babalabaloo
- 2006 – Prezydencki poker jako Barista
- 2007 – A właśnie, że tak! jako Cudzoziemiec
- 2008 – Bracia i siostry jako Jordan
- 2010 – Dostawa na telefon jako Gupta